# 大因镇
大因镇，是中华人民共和国河北省保定市徐水区下辖的一个乡镇级行政单位。

## 行政区划
大因镇下辖以下地区：
大因村、任庄村、小因村、防陵村、于迪城村、肖迪城村、崔迪城村、李迪城村、王村、龙化村、大千秋村、小千秋村、汉阳村、南贺寿营村、葛村、伍级村、敬上村、大西张后街村、大西张前街村、范马庄村、小西张村、小东张村、南白塔村、西小营村和大东张村。